# مفصل فهقي محوري
المفصل الفهقي المحوري (بالإنجليزية: Atlanto-axial joint)‏ هو مفصل يقع في الجزء العلوي من الرقبة بين الفقرة الأطلسية والفقرة المحورية، وهما الفقرة العنقية الأولى والثانية. يُعد هذا المفصل من نوع المفاصل المحورية.

## البنية
يوجد مفصل دوار بين الناتئ السني للفقرة المحورية والحلقة التي يشكلها القوس الأمامية والرباط المستعرض للفهقة.

### الفقرات الجانبية والوسطى
يوجد ثلاثة مفاصل فهقية محورية، مفصل وسطي واثنان جانبيان:
يعتبر المفصل الفهقي المحوري الوسطي أحيانًا مفصلًا ثلاثيًا:
- مفصل بين السطح الخلفي للقوس الأمامية للفهقة ومقدمة الناتئ السني.
- مفصل بين السطح الأمامي للرباط والجزء الخلفي من الناتئ السني.

يشمل المفصل الجانبي الفهقي المحوري الكتلَة الوحشية للفهقة والمحورية. يوجد بين النتوءات المفصلية للعظمتين على كلا الجانبين مفصل مسطح.

### الأربطة
الأربطة التي تربط هذه العظام هي:
- المحفظة المفصلية
- الرباط الفهقي المحوري الأمامي [الإنجليزية]
- الرباط الفهقي المحوري الخلفي [الإنجليزية]
- الرباط المستعرض للفهقة

### المحفظة
محفظة المفاصل الفهقية المحورية سميكة ومرخية، تربط بين حواف الحدبات الجانبية للفقرة الفهقية والأسطح المفصلية الخلفية للفقرة المحورية.
يتعزز كل منها في جزئه الخلفي والوسطى بواسطة رباط إضافي يرتبط أسفلًا بجسم الفقرة المحورية بالقرب من قاعدة الناتئ السني، ويعلوه بالحدبة الجانبية للفقرة الفهقية بالقرب من الرباط المستعرض.

## الأهمية السريرية
بسبب قربها من جذع الدماغ وأهميتها في الاستقرار، يمكن أن يتسبب الكسر أو الإصابة في مفصل الفقرة الأطلسية المحورية في حدوث مشاكل خطيرة. تشمل الصدمات والأمراض الشائعة (على سبيل المثال لا الحصر):
- الناتئ السني: يمكن للانثناء الكبير في الجمجمة أن يدفع الناتئ إلى جذع الدماغ، مما يتسبب في الوفاة. الناتئ نفسه عرضة للكسر بسبب الصدمة أو التحجر.[8]
- الرباط المستعرض: في حالة فشل الرباط المستعرض للفهقة بسبب الصدمة أو المرض، لم يعد الناتئ مثبتًا ويمكن أن ينتقل إلى أعلى العمود الفقري العنقي، مما يتسبب في الشلل. إذا وصل إلى النخاع المستطيل يمكن أن تحدث الوفاة. الأربطة الجانبية: يمكن للإجهاد أو الصدمة أن تمد الأربطة الجانبية الأضعف، مما يؤدي إلى زيادة في نطاق الحركة بحوالي 30٪.
- الغشاء الخلفي الفقري القذالي: يمكن للصفات الوراثية أن تؤدي في بعض الأحيان إلى تحجر، مما يحول الأخدود إلى ثقب.[9]

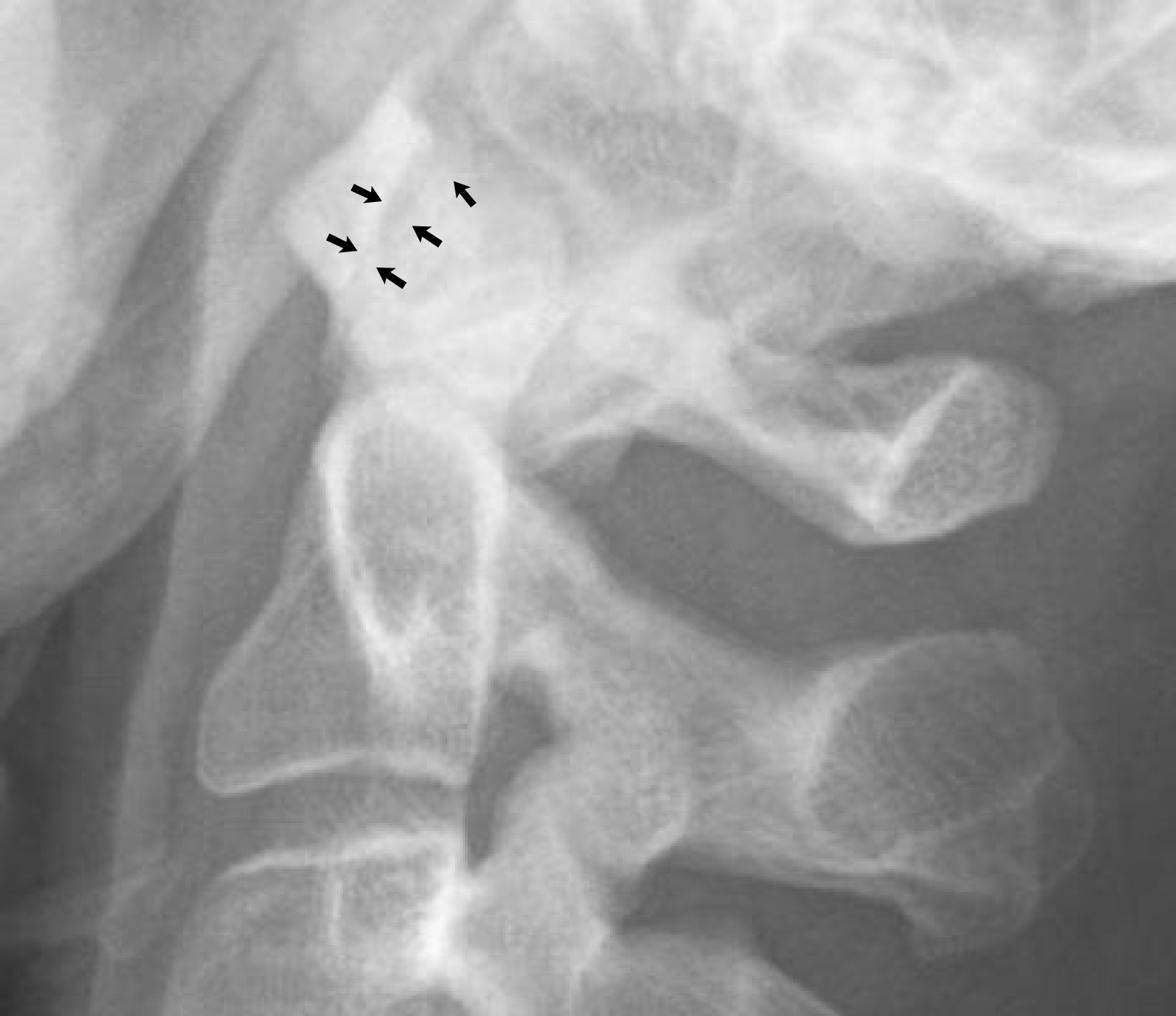
المفصل الفهقي السني الطبيعي على التصوير الشعاعي.

### التهاب المفاصل
يمكن أن يحدث التهاب المفصل العظمي في المفصل الفهقي المحوري. ينطوي هذا على مسار مرضي كلاسيكي، مثل فقدان غضروف المفصل الزجاجي، والنتوءات العظمية المرئية بالأشعة السينية، وسماكة العظام مع تضيق المسافة بين المفصلين. عادة ما تكون المعالجة التحفظية فعالة، وتشمل المسكنات. يمكن استخدام الجراحة في الحالات الشديدة، وقد يكون لها نتائج جيدة.

### اتساع غير طبيعي
يشير اتساع المفصل الفهقي- المحوري، الذي يقاس بين السطح الخلفي للقوس الأمامي للفقرة الفهقية ومقدمة النتوء الأمامي للفقرة المحورية، إلى إصابة في الرباط المستعرض الفهقي. في الوضع الطبيعي، تقل هذه المسافة بين الفهقي والناتئ السني عن 2 مم، وفي بعض الأحيان يُقبل كحد أقصى 3 مم عند الرجال و 2.5 مم عند النساء.